# Каролинум

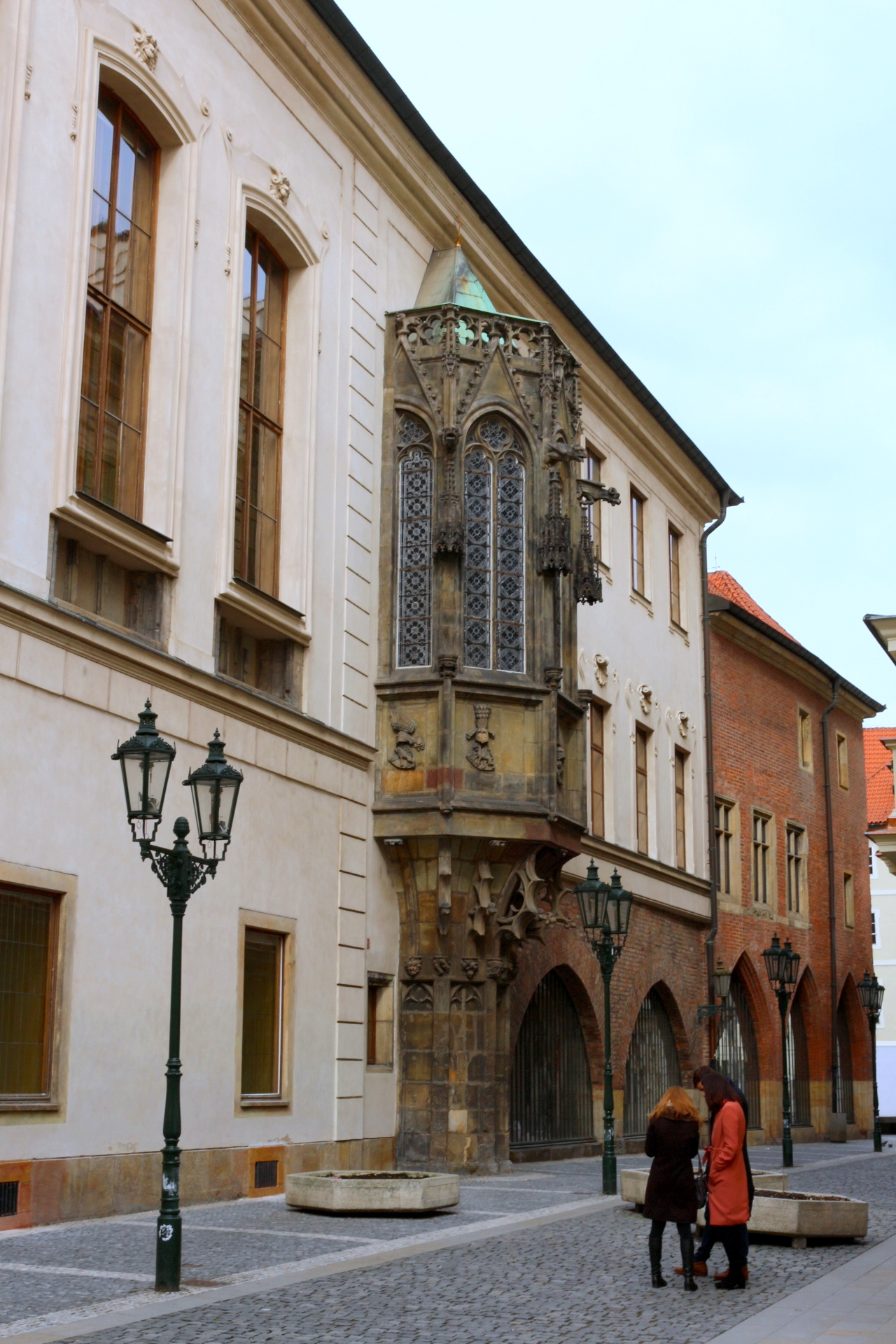
Готическое окно, начало XV века

Каролинум (чеш. Karolinum, изначально лат. Collegium Carolinum) — комплекс зданий, составляющий средневековое ядро Карлова университета в Праге (Старе Место), появился в XIV веке. В настоящее время в зданиях располагается административный корпус университета. Первые занятия проходили в особняке Яна Ротлева, который был выкуплен для нужд учебного заведения его основателем — императором Карлом IV.

## История
В 1383 году здание в готическом стиле было выкуплено сыном основателя Карлова университета королем Вацлавом IV в рамках расширения университетского комплекса. Комплекс был реконструирован в стиле барокко в период с 1715 по 1718 год.